# Kelley O’Hara
Kelley Maureen O’Hara (* 4. August 1988 in Fayetteville, Georgia) ist eine US-amerikanische Fußballspielerin. Sie spielte von 2021 bis 2022 für Washington Spirit und seit 2010 für die US-amerikanische Nationalmannschaft. Mit dieser gewann sie 2015 und 2019 den WM-Titel und 2012 die olympische Goldmedaille.

## Leben und Karriere

### Vereine
O’Hara begann mit dem Fußballspielen in der U-10-Mannschaft der Peachtree City Lazers, wechselte nach der U-12 zum Lightning Soccer Club, kehrte dann in die U-17 der Lazers zurück. Nach Einschreibung an der Stanford University spielte sie von 2006 bis 2009 für die Stanford Cardinal, wobei sie u. a. die MAC Hermann Trophy erhielt sowie als PAC 10 Player of the Year und NSCAA Collegiate Scholar Athlete of the Year aufgezeichnet wurde. 2010 spielte sie für FC Gold Pride in der Women’s Professional Soccer und gewann die Meisterschaft. Da der Verein wegen Finanzproblemen im November 2010 aufgelöst wurde, wechselte sie zu den Boston Breakers.

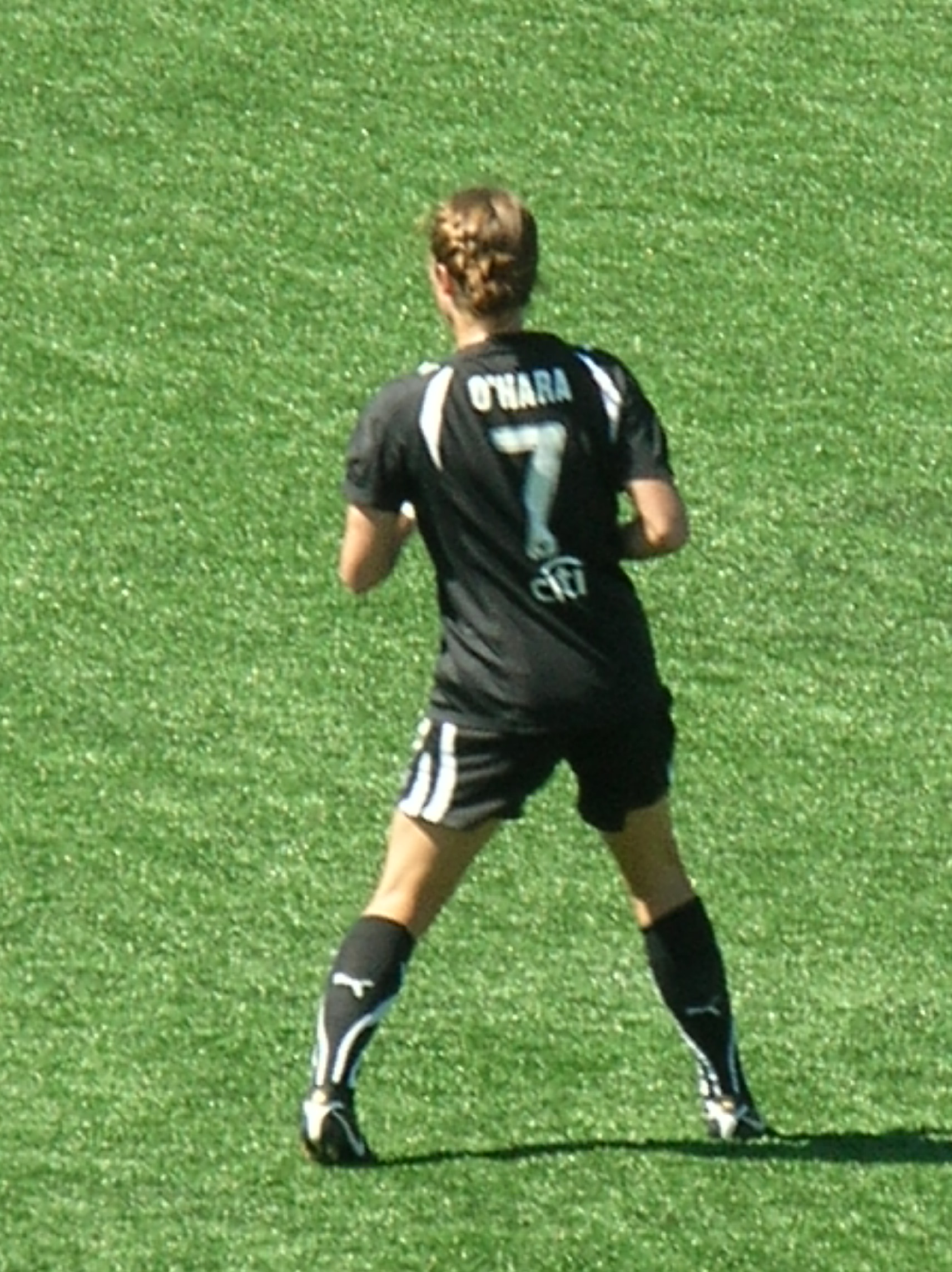
O'Hara im Dress des FC Gold Pride

In der Saison 2013 spielte sie in der neugegründeten National Women’s Soccer League, der höchsten amerikanischen Profiliga im Frauenfußball für den Sky Blue FC.
Im November 2021 gewann sie mit Washington Spirit die NWSL-Meisterschaft, wobei sie in der Verlängerung des Finales das Siegtor schoss.

### Nationalmannschaften
O’Hara durchlief mehrere US-Jugendmannschaften und gehörte dem Kader an, der die CONCACAF U-20-Meisterschaft der Frauen 2006 gewann und mit 18 Jahren als zweitjüngste Spielerin zur U-20-Mannschaft die bei der U-20-Weltmeisterschaft in Russland Vierter wurde, nachdem sie sowohl im Halbfinale als auch im Spiel um Platz 3 jeweils im Elfmeterschießen verlor. Dabei kam sie in vier Spielen zum Einsatz und erzielte zwei Tore.
2007 nahm sie mit der U-20-Mannschaft an den Panamerikanischen Spielen in Rio de Janeiro teil, wo sie vier Tore erzielte und mit ihrer Mannschaft das Finale erreichte, das gegen die Brasilianische A-Mannschaft, u. a. mit Marta, mit 0:4 verloren wurde.
2008 nahm sie an der CONCACAF U-20-Meisterschaft 2008 teil, bei der ihr in fünf Spielen sechs Tore gelangen, davon drei beim 9:0-Sieg gegen die Auswahl Kubas. Obwohl sie somit maßgeblich zur Qualifikation für die WM beigetragen und für die U-20-Mannschaft in 10 Spielen 12 Tore erzielte, wurde sie für die U-20-WM in Chile nicht nominiert.
Im Dezember 2009 erhielt sie die erste Einladung zum Training mit der A-Nationalmannschaft. Am 28. März 2010 absolvierte sie beim 3:0 gegen Mexiko ihr erstes A-Länderspiel.
Beim Algarve-Cup im März 2011 kam sie zu einem 45-Minuten-Einsatz gegen die Auswahl Finnlands, wurde dann aber für die ersten WM-Testspiele nicht berücksichtigt. Nachdem sich Lindsay Tarpley am 14. Mai im Spiel gegen Japan verletzt hatte, rückte O’Hara als zweitjüngste Spielerin und Feldspielerin mit den wenigsten A-Länderspielen in den Kader der USA für die Weltmeisterschaft 2011 in Deutschland. Sie wurde im letzten Vorrundenspiel in der 73. Minute eingewechselt, konnte aber keine positiven Akzente mehr setzen. In der 87. Minute vergab sie freistehend vor dem Tor die Chance zum Ausgleichstreffer. Es blieb ihr einziger Einsatz bei der WM, die das US-Team als Zweiter beendete.

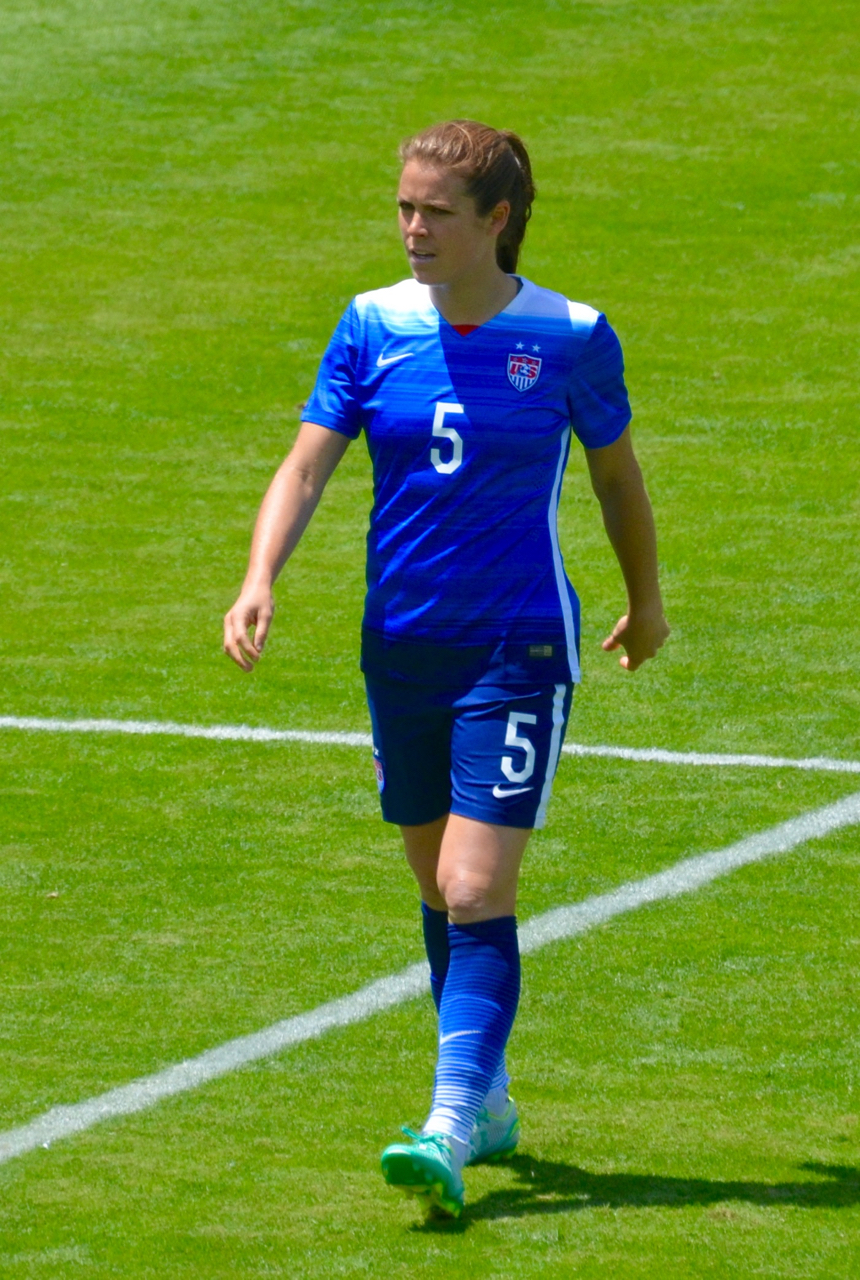
O’Hara im Mai 2015 bei einem Testspiel der USA

O’Hara stand im Kader für das olympische Fußballturnier in London, wurde in allen Spielen über die volle Distanz eingesetzt und im Finale gegen Japan am 9. August 2012 Olympiasiegerin mit der Mannschaft.
O’Hara wurde auch in den US-Kader für die WM 2015 berufen. Sie wurde erstmals im Viertelfinale gegen China eingesetzt. Im Halbfinale gegen Deutschland wurde sie in der 75. Minute eingewechselt und erzielte neun Minuten später mit ihrem ersten Länderspieltor den 2:0-Endstand, wodurch ihre Mannschaft zum vierten Mal ins WM-Finale einzog. Auch im Finale wurde sie eingewechselt und wurde durch das 5:2 gegen Japan erstmals Weltmeisterin.
Sie gehörte ebenfalls zum Kader für das Qualifikationsturnier für die Olympischen Sommerspiele 2016, das die USA gewannen, und kam im dritten Gruppenspiel gegen Puerto Rico – wobei sie ihr zweites Länderspieltor erzielte – sowie im Halbfinale und Finale zum Einsatz.

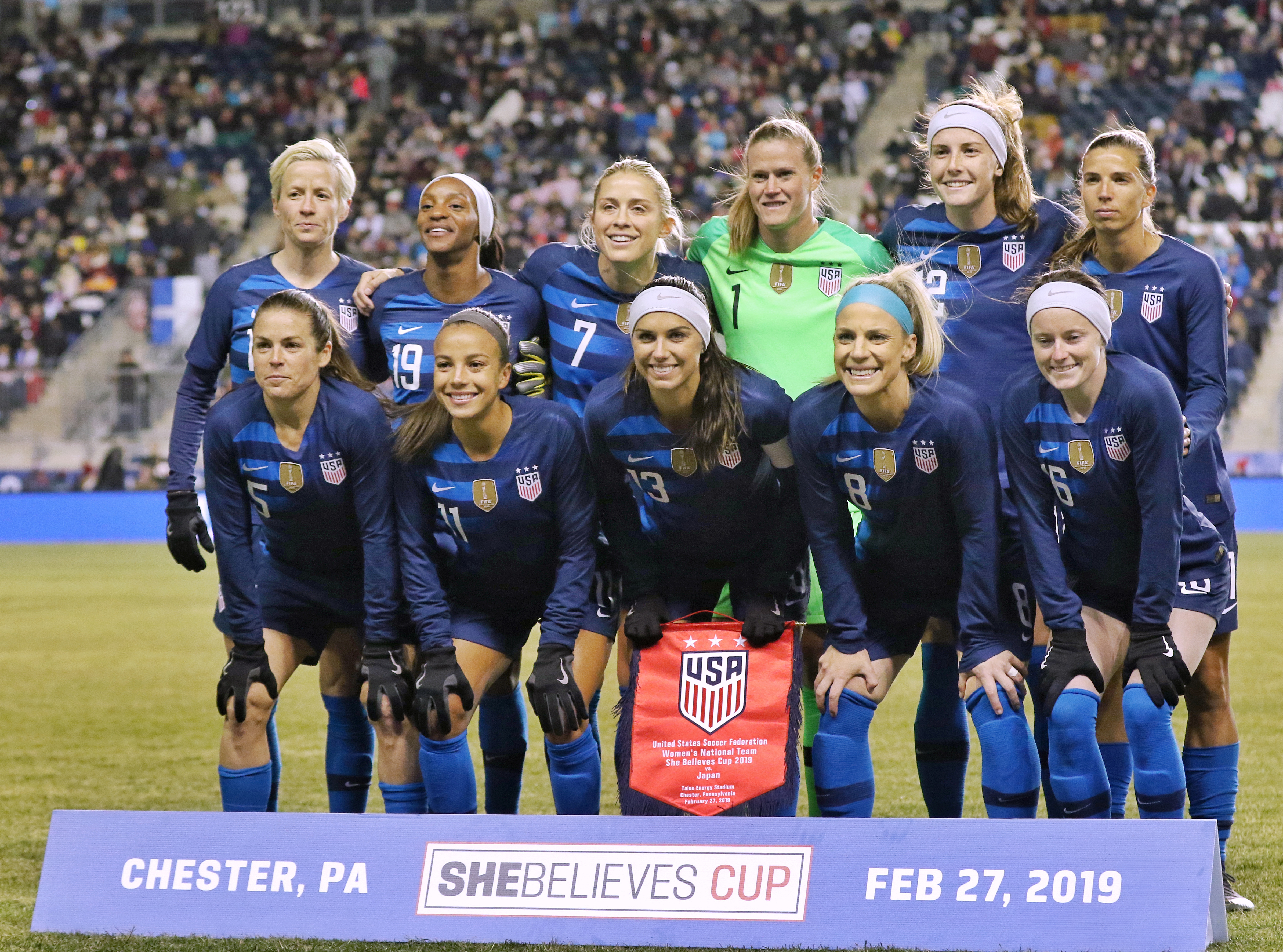
O’Hara (vorne, 1. von li., Nr. 5) mit der Nationalmannschaft vor dem Spiel gegen Japan am 27. Februar 2019

Am 15. September 2017 bestritt sie im Freundschaftsspiel gegen Neuseeland ihr 100. Länderspiel und führte dabei die Mannschaft als Kapitänin auf das Feld. Dabei machten auch die Neuseeländerinnen Betsy Hassett und Annalie Longo ihr 100. Länderspiel – das einzige bekannte Spiel, in dem drei Spielerinnen zum 100. Länderspiel kamen.
2018 gewann sie mit der Nationalmannschaft den SheBelieves Cup 2018 und den CONCACAF Women’s Gold Cup 2018, kam aber verletzungsbedingt nur zu acht Einsätzen. Am 1. Mai wurde sie für die WM 2019 nominiert. Bei der WM kam sie in sechs Spielen als Rechtsverteidigerin zum Einsatz, wobei sie immer in der Startelf stand. Nur im zweiten Gruppenspiel gegen Chile, als einige Stammspielerinnen nicht eingesetzt wurden, saß sie nur auf der Bank. Im Finale musste sie verletzungsbedingt zur zweiten Halbzeit ausgewechselt werden.
Am 23. Juni 2021 wurde sie für die wegen der COVID-19-Pandemie um ein Jahr verschobenen Olympischen Spiele nominiert. Bei den Spielen kam sie in zwei Gruppenspielen und den drei K.o.-Spielen eingesetzt. Dabei wurde sie nur im mit 0:1 gegen Kanada kurz nach dem Gegentor für Mittelfeldspielerin Samantha Mewis ausgewechselt, die dem Spiel aber auch keine Wende mehr geben konnte, so dass die USA zum zweiten Mal das Finale verpassten und nur um Bronze spielten.
Am 21. Juni 2023 wurde sie für die WM-Endrunde nominiert, wurde in drei der vier Spiele ihres Teams eingesetzt und schied mit der Mannschaft im Achtelfinale im Elfmeterschießen gegen die Schwedinnen aus.

## Erfolge
- Gewinn der Fußball-Weltmeisterschaft der Frauen 2015 und 2019
- CONCACAF U-20-Meisterschaft der Frauen Sieger 2006, Zweiter 2008
- Panamerikanische Spiele 2007 Silbermedaille
- Algarve-Cup-Siegerin 2011, 2015
- Women’s Professional Soccer Meister 2010
- Vizeweltmeisterin 2011
- Olympiasiegerin 2012
- Siegerin des CONCACAF Women’s Gold Cup 2014 und 2018
- Siegerin des SheBelieves Cup 2016, 2018, 2020 und 2021
- Olympische Spiele 2020: Bronzemedaille
- NWSL Champion 2021